# بهرام پژدو
بهرامِ پژدو (بهرام پسر پژدو) شاعر ایرانی زرتشتی سده هفتم و پدر زرتشت بهرام پژدو بود.

## بهاریات
تنها اثر به‌ جامانده از بهرام پژدو بهاریات نام دارد. این کتاب ۳۳۰ بیت دارد و در سال ۶۳۶ هجری خورشیدی نوشته‌ است. بهرام در اشعارش به ستایش بهار، نوروز، راستی، شاهانِ پشتیبان مزداپرستی و کسانی که در آینده اشعارش را زنده نگاه دارند، می‌پردازد. با این حال، ژاله آموزگار معتقد است که بهاریات به لحاظ ادبی اثر قابل توجهی نیست.
قدیمی‌ترین نسخهٔ خطی بهاریات مربوط به سال ۱۰۳۲ است که بخشی از یک مجموعهٔ بزرگتر بوده‌ است. این اثر هم‌اکنون در کتابخانهٔ عمومی سن پترزبورگ روسیه نگهداری می‌شود.

## بهرام پژدو از نگاه زرتشت بهرام پژدو
زرتشت بهرام، پسر بهرام پژدو، شاعری که برای اثر زرتشت‌نامه شناخته شده‌است، ارداویراف‌نامه را از زبان فارسی میانه به پارسی نو به نظم درآورده است. زرتشت بهرام در این اثر خود، پدرش را دبیر، ادیب، هیربد، و ستاره‌شناس خوانده‌است. او همچنین آورده‌است که پدرش به پارسی میانه و پارسی نو به‌خوبی شعر می‌سرود.